# Randall Flagg
Randall Flagg es un  personaje de ficción creado por el escritor Stephen King. Su primera aparición ocurrió en 1978 en la novela La danza de la muerte (The Stand) donde era el villano principal, quien reunía a un grupo de violentos ciudadanos después de que la mayoría de la población de Estados Unidos hubiera muerto debido al virus de la supergripe. El personaje ha aparecido en nueve novelas de King, la adaptación televisiva de La danza de la muerte (Apocalipsis) y varias miniseries de cómics.
Se describe a Flagg como «un hechicero consumado y devoto sirviente de la Oscuridad» con habilidades sobrenaturales que involucran la necromancia y los poderes de profetizar e influenciar el comportamiento de las personas. Sus objetivos son típicamente la destrucción y crear conflictos, por lo general derribando civilizaciones enteras. En La danza de la muerte, donde también es llamado el "Hombre Oscuro", organiza a «la escoria de la sociedad» después de que Estados Unidos fueran casi arrasados por la liberación accidental de un virus creado por el gobierno. En Los ojos del dragón (The Eyes of the Dragon), trató de arruinar todo un reino manipulando a varios personajes. En la serie La Torre Oscura (The Dark Tower), Flagg es quien debilitó y destruyó la "Afiliación", el sistema de gobierno feudal de Mundo Medio, bajo el nombre de Marten Broadcloak.
Flagg suele asumir diferentes nombres, muchos de los cuales tienen las iniciales R. F., aunque existen excepciones tales como el nombre Bill Hinch o Browson (Los ojos del dragón) o Walter Padick (La Torre Oscura). Además, el nombre con que se lo asocia principalmente y el que usa en la mayoría de sus apariciones en la serie La Torre Oscura es Walter o'Dim.

## Origen
A lo largo de la mayoría de sus novelas, King deja que sea el lector quien imagine el origen y la verdadera naturaleza de Flagg. En La danza de la muerte se sugiere que Flagg no puede recordar su vida previa a cada "era" de su historia. Tiene vagos recuerdos de haber sido un infante de marina, un miembro del Ku Klux Klan y de haber estado involucrado en el secuestro de Patty Hearst. Se lo muestra con la capacidad de detectar y encontrar a cualquier tipo de extremista y de reunirlos para causas malvadas. En la novela ya citada, Tom Cullen, hipnotizado y llamándose el "Tom de Dios", dice que una vez Jesús arrojó a Flagg a un grupo de cerdos (en referencia a Legión, un demonio de personalidades múltiples).
En Los ojos del dragón, es descrito como un mago que eventualmente revela tener una naturaleza demoníaca. En La hierba del diablo (The Gunslinger), bajo el nombre de Walter o'Dim, se describe a sí mismo como un "Extraño Sin Edad".
En la última novela de La Torre Oscura, se revela que Flagg en verdad es un ser humano llamado Walter Padick, nacido hace unos 1.500 años, hijo de Sam el Molinero de la Baronía Este en una tierra llamada Delain (donde transcurre Los ojos del dragón). Walter había huido de su casa a los 13 años de edad, decidido a recorrer el mundo, y fue violado por otro vagabundo un año más tarde. Resistiendo la tentación de volver a casa, continuó avanzando hasta encontrar su destino y dedicar su vida a la oscuridad. Resuelto a vengarse de Delain, el lugar de su sufrimiento, Flagg se convirtió en un mago poderoso que sembraba la discordia y la desconfianza a lo largo de Delain y los territorios cercanos. Era poco habitual que actuara en forma directa y prefería permanecer detrás de escena, poniendo en movimiento situaciones que llevarían años, décadas e incluso siglos en llegar a destino. En algún momento luego de escarpar de Delain, atrajo la atención del Rey Carmesí y se convirtió en su emisario.

## Nombre, apariencia y rol
Flagg utiliza varios nombres que van desde lo mítico, como Nyarlathotep (un personaje de H.P. Lovecraft), hasta lo común. Muchos de los nombres que usa tienen las iniciales "R. F." Entre los ejemplos encontramos Richard Fannin, que tiene participación en Las Tierras Baldías (The Waste Lands), y Rudin Filaro, quien aparece por medio de flashbacks en La Torre Oscura VII. Además se aproxima al arquetipo del "provocador de plagas", en especial en La danza de la muerte, y al de Ahasverus, el lengendario Judío Errante. Siempre lleva consigo panfletos del Ku Klux Klan, de las Panteras Negras y de otros grupos similares, presuntamente para causar problemas donde no los hay.
La apariencia física de Flagg no es descrita como amenazante en las novelas; se dice que parece un hombre de edad mediana que se parece al tipo local donde se lo encuentra. Con frecuencia, su vestimenta consiste en pantalones vaqueros, una campera de cuero con capucha o una campera de jean gastado y botas de vaquero con las suelas gastadas. A lo largo de sus apariciones, colecciona y se prende pines. Entre ellos están un símbolo de la paz, una cara de smiley con una mancha de sangre (característico de la serie Watchmen), y un botón con las letras "CK" que, pese a ser similar al logo de Calvin Klein, seguramente significan Crimson King (Rey Carmesí, en español). En La danza de la muerte en ocasiones se lo llama el "Dandy", el "Hombre Oscuro" o simplemente Flagg.

## Poderes y habilidades
- Cambiar su rostro: una habilidad que usa en La danza de la muerte y La Torre Oscura. Sin embargo, durante Los ojos del dragón, Flagg admite que esto es imposible, incluso rememora un mago que quedó deformado grotescamente al intentar cambiar de apariencia.

- Control de lobos y cuervos: esta habilidad fue utilizada en La danza de la muerte cuando eliminó al Muchacho.

- Transformar objetos y personas: cuando Dayna Jungers intenta apuñalarlo, transforma el arma en un plátano. En La invocación (The Drawing of the Three), Roland recuerda que convirtió a un hombre en perro por irritarlo.

- Telepatía: que le permite controlar a muchos de sus seguidores y adentrarse en los sueños de otras personas. Esta habilidad también le permite enloquecer a las personas, como cuando con solo mirar durante cinco minutos a una persona que lo cuestionó, fue suficiente para dejarlo en un estado de demencia.

- Bolas de fuego: esto lo demuestra al final de La danza de la muerte cuando de su dedo surge una bola de fuego que acaba con Whitney Hourgan, quien instigaba a todos a rebelarse.

- Teletransportarse: utiliza esta habilidad para escapar cuando está en peligro, como en los finales de Los ojos del dragón y La danza de la muerte. En esta última se intuye que no sabe controlar bien esta habilidad.

- Control de otros seres: en la serie de libros de "La Torre Oscura" se da a conocer que el gusano de Salem's Lot está al servicio de este.

## Apariciones
Randall Flagg ha aparecido en varias novelas de Stephen King, en ocasiones como el principal antagonista, otras en un breve cameo. Incluso cuando no participa como el antagonista principal, su aparición nunca está desprovista de alguna intriga tramada por él. Las novelas de King no son el único lugar donde Flagg apareció; también fue adaptado para los cómics y realizó una única aparición en Apocalipsis, la adaptación televisiva de La danza de la muerte.

### Novelas

#### La danza de la muerte
La primera aparición oficial de Flagg fue en 1978 durante la novela apocalíptica La danza de la muerte (The Stand). En ella se muestra casi como el Anticristo mientras intenta reconstruir a su imagen y semejanza la civilización en los Estados Unidos después de una plaga devastadora. Flagg aparece como la personificación del mal, en oposición a Madre Abigail (la personificación del bien), atrayendo a muchos a Las Vegas, Nevada, donde ha creado una cultura ordenada y fascista.
Flagg planeaba atacar y destruir a la otra civilización emergente en Boulder, Colorado, lo que permitiría que su grupo se convirtiera en el poder supremo en los antiguos Estados Unidos. Su plan fracasa cuando la mano de Dios cae sobre él provocando que una bomba nuclear explote frente a sus seguidores.
La ´primera vez que Flagg fue presentado en una película, fue interpretado por Jamey Sheridan en la miniserie Apocalipsis (The Stand). La segunda vez fue en la película de 2017 "La Torre Oscura" interpretado por Matthew McConaughey mientras Roland Deschain es interpretado por el actor Inglés Idris Elba. En la miniserie de 2020 The Stand es interpretado por el actor sueco Alexander Skarsgård.

#### Los ojos del dragón
En la novela de 1984 Los ojos del dragón (The Eyes of the Dragon), Flagg es el consejero del Rey de Delain, a quien manipula a su antojo para crear un ambiente de injusticia en el pueblo. Flagg elimina a quienes lo estorban (como la Reina Sasha y el Príncipe Peter, al que acusa de asesinato).
Aunque Flagg no muere en el transcurso de la novela, resulta malherido por una flecha en su ojo y desaparece.

#### La Torre Oscura
En esta saga aparece bajo muchas formas. Una es Walter, el hombre de negro al que Roland persigue al principio del primer libro (aunque en este primer volumen no se les relaciona). Otra es Marten Broadcloack, el mago de la corte de Gilead que sedujo a la Reina Gabrielle y ocasionó la caída de Gilead. La primera vez que Roland Deschain lo encuentra bajo la forma de Flagg es durante la caída de Gilead. Roland recuerda que dos hombres lo perseguían (Thomas y Dennis de Los ojos del dragón). 
Flagg es el responsable de la muerte de Cuthbert bajo el nombre de Rundin Filaro. Casi al final del tercer tomo, titulado Las Tierras Baldías, aparece ante Andrew Quick con el nombre de Richard Fannin al cual hace decir una frase («mi vida por ti») recordando a un viejo amigo (el Hombre Basura de La danza de la muerte). 
En ocasiones se confunde a Flagg con John Farson y Maerlyn o Merlín. En el Las Tierras Baldías llega a decir que en ocasiones lo llaman Merlín, pero no lo es, aunque tampoco lo niega. Está comprobado que John Farson, el otro personaje al que se lo asocia, es una persona distinta.

### Cómics
En 2007, Marvel Comics sacó a la venta La Torre Oscura: El nacimiento del Pistolero, la primera de varias miniseries que actúan como protosecuela de las novelas de Stephen King. Esta primera miniserie presenta una historia cohesiva que utiliza los flashbacks de The Gunslinger y Wizard and Glass, donde aparecen los personajes de Marten Broadcloak y Walter O'Dim. En el primer número se revela que Marten actuaba bajo órdenes del Rey Carmesí (quien deseaba impedir que se cumpla la profecía según la cual Roland lo mataría) cuando indujo a que Roland se presentara a su prueba de hombría temprano para hacer que lo exilien. Números posteriores muestran a Walter conspirando en contra de Roland, junto al Rey Carmesí y John Farson, lo que indica que ambos personajes (O'Dim y Farson) no son Flagg.
La segunda serie publicada fue El largo camino a casa. Esta serie se enfoca en los planes de Walter y John Farson, así como en la relación entre Walter y Maerlyn. El largo camino a casa vuele a contar con la aparición de Marten Broadcloak, cuya alma está atrapada dentro de "Pomelo", una de las bolas mágicas que componen el Arcoíris del Mago, mientras que su forma física se halla en estado de coma. Cuando Roland descubre a Marten dentro de Pomelo ambos comienzan a luchar, provocando que el cuerpo físico de Roland reviva y ataque a sus amigos Cuthbert Allgood y Alain Johns, y el enfrentamiento casi destruye a los tres amigos y a Pomelo. Marten lleva a Roland ante el Rey Carmesí, quien presenta al pistolero con un ultimátum: unirse a él en la destrucción de la Torre Oscura o morir. En el último minuto, gracias a la intervención de Sheemie Ruiz (el amigo levemente retardado, pero poderoso psíquicamente de Roland) quien rescata a Roland y lo libera de su estado de coma.
Marvel también tiene planeada la publicación de una adaptación de Apocalipsis en septiembre de 2008, la cual consistirá en treinta números. El escritor Roberto Aguirre-Sacasa describió a Flagg como «el hombre de las pesadillas. O, por decirlo de otro modo, nuestras pesadillas con forma humana (más o menos). El lado oscuro del sueño americano... Puede que el "Dandy" de King no sea el Diablo en sí mismo, como dice Madre Abagail, pero se acerca muchísimo a serlo...». El dibujante Mike Perkins señaló que según él «Flagg debía ser delineado no tanto como un hombre, sino más bien como una fuerza de la naturaleza. Su cabello oscurecerá sus facciones, su rostro casi siempre estará ensombrecido. Esta es la criatura que acecha debajo de tu cama, en tu armario, en tus pesadillas. Apenas familiar y completamente aterrador».

### Películas
Stephen King participó en la decisión respecto a quién interpretaría a Flagg en Apocalipsis, la adaptación televisiva de La danza de la muerte. King sentía que Flagg era el mejor villano que había creado, y deseaba que el actor que lo interpretara estuviese a la altura de las circunstancias. Las ideas originarias presentadas por el director Mick Garris y por el estudio consistían en darle el papel a alguna estrella reconocida, como por ejemplo Christopher Walken, James Woods, Willem Dafoe o Jeff Goldblum. Miguel Ferrer, que en la película interpretó al secuaz de Flagg, también estuvo interesado en el papel del villano.
King tenía la idea de que el papel debía recaer en alguien que «hiciera latir velozmente los corazones de las mujeres, que luciera como el tipo de sujeto que uno vería en la portada de una de esos libros en rústica sobre amor dulce y salvaje». Finalmente, convenció a los encargados de la toma de decisiones para que le realizaran un casting a un actor poco conocido, Jamey Sheridan.
En general, la actuación de Sheridan tuvo un buen recibimiento. Erik Childress, de Apollo Movie Guide, escribió que Sheridan se destacó de las excelentes actuaciones del resto del reparto. Ken Tucker, de Entertainment Weekly, señaló que la mejor actuación fue la de Sheridan, quien evitó refugiarse en su papel y, en cambio, se concentró en dar a su personaje una «intensidad sombría». Tucker también se refirió a la apariencia física de Sheridan, indicando que parecía «todo un líder» con el cabello de una «estrella libertina del heavy metal», lo que lo volvía «perturbador» incluso cuando no llevara maquillaje que lo hiciera parecer un demonio. Douglas E. Winter, de la revista Fangoria, creyó que Sheridan podría ser algo joven y «simplón» para su papel, pero había realizado una actuación creíble como Flagg; Winter afirmó que Sheridan había atacado su rol «con el contonearse de Elvis, el ladearse de David Koresh y tanta locura como el corazón desea (y la cadena de televisión permite)».

## Muerte
Flagg murió finalmente en el último libro de La Torre Oscura. Antes de esto, se revela que durante todo el tiempo su objetivo había sido el mismo de Roland: subir por la Torre y ver lo que hay en la habitación superior. Para abrir la puerta de la Torre, Flagg creyó necesitar la marca que Mordred Deschain tenía en su pie (el "sigul" del Rey Carmesí).
Cuando Flagg se encuentra con el niño, jura lealtad a su causa. Sin embargo, Mordred percibe telepáticamente sus motivos y toma el control de su mente, inmovilizándolo por completa. Mordred cambia a su otra forma, la de una araña gigante, y devora a Flagg.
La muerte de Flagg ha generado mucha controversia entre los seguidores de King. Algunos remarcan lo adecuado del hecho que Flagg se haya condenado debido a su arrogancia. Para ellos, quedó demostrado que Flagg no era invencible, que era solo un hombre que fue vencido en su búsqueda de la Torre Oscura.
Por otro lado, los detractores quedaron desilusionados al ver que uno de los mayores villanos de King, uno que había figurado desde la primera oración de la saga y en los primeros trabajos del escritor, solo aparecía brevemente en el último libro y era despachado de inmediato por un personaje nuevo. La muerte de Flagg también fue criticada como parte de un plan de King para dar mayor credibilidad a Mordred, en especial, ya que sus poderes de control mental no volvieron a ser utilizados en el libro. Además, los fanes lamentan que Flagg jamás haya luchado contra Roland, puesto que desde el comienzo de la saga se había previsto un enfrentamiento entre ambos. En retrospectiva, Flagg fue el único de los villanos mayores de la serie que no enfrentó a Roland y a su ka-tet.

### Concepto y creación

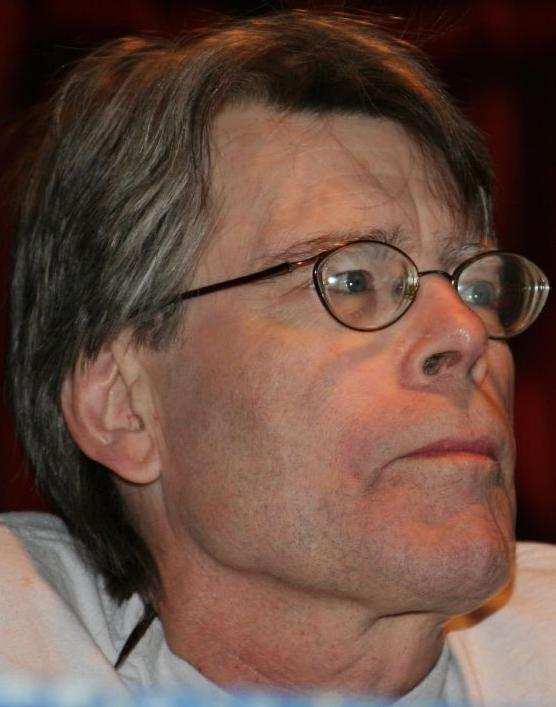
Stephen King dijo que la inspiración para el personaje de Flagg «llegó de la nada».

Inicialmente, Stephen King señaló a Donald DeFreeze, el principal secuestrador en el caso Patty Hearst, como su inspiración para Randall Flagg. Según King, estaba recordando el caso de Patty Hearst cuando comenzó a escribir una descripción de DeFreeze. King comenzó escribiendo «Donald DeFreeze es un hombre oscuro». Recordaba las fotografías del robo bancario en el que participó Patty Hearst y donde DeFreeze solo era parcialmente visible, oculto por un gran sombrero. La reconstrucción de su apariencia estaba basada en suposiciones de personas que únicamente lo vieron en parte. Esto inspiró a King, quien escribió: «Un hombre oscuro sin rostro». Después de leer el lema «Una vez en cada generación, la plaga caerá sobre ellos», King comenzó a trabajar en La danza de la muerte y a desarrollar el personaje de Randall Flagg.
En 2004, King indicó que la verdadera inspiración para crear a Flagg le había llegado «de la nada» mientras estudiaba en la universidad. Según King, tenía la imagen de un hombre con botas de vaquero, overol y chaqueta que siempre recorría los caminos. Este personaje inspiró a King a escribir The Dark Man, un poema acerca de un hombre que camina por las vías y admite ser un asesino. De acuerdo al autor, lo que hacía a Flagg tan interesante era el hecho de ser un villano que «siempre estaba fuera, mirando hacia dentro». King afirmó que él cree que Flagg ha estado presente desde el primer momento en que comenzó su carrera como escritor.

## Randall Flagg en la cultura popular
- La banda de estadounidense thrash metal Anthrax lo incluyó en la portada de su álbum Among The Living, caracterizado como el reverendo Henry Kane, unos de los personajes de la saga de películas Poltergeist. De hecho, la canción homónima del mencionado disco habla sobre los sucesos de Apocalipsis.
- Existe una banda estadounidense de metal alternativo/hardcore que lleva su nombre.
- La banda argentina de power metal Azeroth le escribió un tema, con el que inicia su disco II.